# Dariusz Dulnik
Dariusz Piotr Dulnik (ur. 1 sierpnia 1962) – polski menedżer, ekonomista i samorządowiec, w latach 1990–1994 prezydent Oświęcimia.

## Życiorys
W 1987 ukończył studia z handlu zagranicznego na Akademii Ekonomicznej w Krakowie. Następnie do 1989 był asystentem na tej uczelni, pracował także jako księgowy w oświęcimskim urzędzie miejskim i główny ekonomista w Zakładach Chemicznych Oświęcim. Kształcił się podyplomowo na kursach z zarządzania i księgowości m.in. na University of Wisconsin-La Crosse.
Od 19 czerwca 1990 pełnił funkcję prezydenta Oświęcimia. Zajmował stanowisko do listopada 1994 ze względu na przedłużający się wybór następcy w nowej kadencji samorządu i bojkot głosowań przez lewicowych radnych (wówczas także kandydował na prezydenta z poparciem Unii Wolności i lokalnych komitetów). W 1992 został prezesem Stowarzyszenia na rzecz Szkoły Zarządzania i Handlu, które powołało szkołę. Później powrócił do działalności biznesowej, był dyrektorem w firmach z branży telewizyjnej i marketingowej, w tym członkiem zarządu ds. finansowych Telewizji Puls oraz szefem domu mediowego Initiative Media. W latach 2009–2017 pozostawał zastępcą szefa departamentu w Zakładzie Ubezpieczeń Społecznych, później związany m.in. z przedsiębiorstwem z Chile.